# Deimos

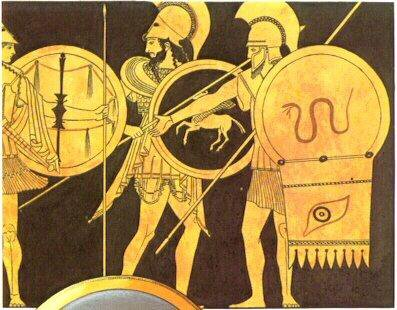
Fobos e Deimos

Deimos (em grego:  Δεῖμος, "pânico"), na mitologia grega, é o deus do terror. Na Teogonia, de Hesíodo, ele é um dos três filhos de Ares e de Afrodite (Cytherea), sendo irmão de Fobos, o medo, e Harmonia, que se casou com Cadmo. O terrível Deimos é a personificação do pânico e acompanhava seu pai e seu irmão Fobos, fazendo as tropas abandonarem a formação e fugirem desordenadamente.